# Università degli Studi Niccolò Cusano
Die Università degli Studi Niccolò Cusano – UNICUSANO (Nikolaus-von-Kues-Universität Rom) ist eine private, staatlich anerkannte Universität mit Sitz in Rom.
Die 2006 durch Stefano Bandecchi gegründete Universität wird getragen durch die Consorzio delle Scienze umane. Die Universität bietet hauptsächlich postgraduale Studienabschlüsse (Master) an. Die Universität verfügt über einen großen Campus in der Via Don Carlo Gnocchi (Rom).

## Organisation

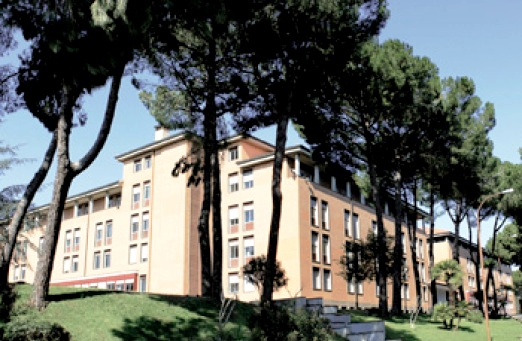
Campus

### Fakultäten
- Erziehungswissenschaften
- Rechtswissenschaften
- Wirtschaftswissenschaften
- Politikwissenschaften
- Ingenieurwissenschaften
- Psychologie

### Postgraduale Studiengänge
- Master

## Rektoren
- Sebastiano Scarcella (2006–2010)
- Giovanni Puoti (2010–2013)
- Fabio Fortuna (2013-)
- Giovanni Puoti

## Persönlichkeiten
- Maurizio Costanzo
- Federico Girelli
- Luciano Garofano
- Learco Saporito
- Campregher Pierluigi